# Тайна за дверью
«Тайна за дверью» (англ. Secret Beyond the Door) — кинофильм режиссёра Фрица Ланга, выпущенный на экраны в 1948 году.
Картина содержит черты готического триллера, психологического хоррора и мелодрамы, рассказывая историю молодой женщины, которая подозревает своего мужа в том, что он хочет убить её.
Фильм произвела собственная продюсерская компания Ланга «Дайана продакшнс», распространение осуществлялось через компанию Юниверсал. Главную роль в картине исполнила Джоан Беннетт, это была её третья совместная работа с Лангом после «Женщины в окне» и «Улицы греха». Продюсером фильма был её тогдашний муж Уолтер Вангер.

## Сюжет
Во время отпуска в Мексике богатая жительница Нью-Йорка Силия Барретт знакомится и влюбляется в очаровательного издателя журнала Марка Лэмфира. Несмотря на сомнения со стороны Силии, которая чувствует, что ещё недостаточно знает Марка, они всё же женятся. В первую же брачную ночь Силия, чтобы раззадорить мужа, запирает перед ним дверь своей комнаты, после чего Марк вдруг сообщает, что ему нужно немедленно ехать в Нью-Йорк, чтобы обсудить предложение о покупке своего журнала. Силию мучают сомнения, потому что ей кажется, что он врёт, но в соответствии с его указаниями она отправляется в его семейное поместье в Новой Англии, чтобы дождаться его там. По прибытии её встречает сестра Марка Кэролайн. К своему большому удивлению, она узнаёт от последней, что Марк уже был женат раннее и имеет сына-подростка Дэвида. Также в поместье живёт хрупкая личная секретарша Марка, мисс Роуби, преданная ему. Последняя всё время носит шёлковый платок на голове, который прикрывает часть её лица, потому что раннее в поместье случился пожар и мисс Роуби получила ожоги на лице, когда спасала Дэвида.
В последующий период у Силии возникают всё большие сомнения в том, не была ли её свадьба ошибкой. От Дэвида она узнает, что он винит своего отца в смерти своей матери, потому что последняя, по-видимому, умерла от разбитого сердца. Помимо различных фобий и неврозов, у Марка есть ещё и странно болезненная страсть: он «коллекционирует» комнаты, в которых происходили известные убийства. А среди них есть ещё одна комната, дверь в которую всегда заперта и в которую, кроме Марка, никому не разрешается входить. Марк категорически отказывается говорить с Силией о содержимом этой таинственной комнаты.
Чтобы спасти свой брак, Силия вынуждена выяснить, что скрывается за запертой дверью. Она тайно делает восковой слепок дверного ключа, чтобы из него можно было изготовить дополнительный ключ. Пробираясь с этой целью в кабинет Марка, она застает там мисс Роуби без шелкового платка и обнаруживает, что на её лице совсем нет шрамов от ожогов. Мисс Роуби признается Силии, что она симулирует свое обезображивание, чтобы Марк поверил, что он у неё в долгу (у неё действительно был шрам, но она тайно убрала его с помощью пластической операции). Мисс Роуби также признаётся, что её собирались уволить, когда случился пожар, но именно то, что она спасла Дэвида, помогло ей сохранить место. Селия обещает ничего не сообщать Марку о своём открытии.
Следующей ночью Силия проникает в запретную комнату и делает ужасное открытие: комната представляет собой точную копию её спальни; очевидно, у него есть намерение убить Силию. Когда Силия выходит из комнаты, она слышит шаги Марка позади себя. Убегая от него, она встречает мисс Роуби, которая советует ей сбежать. В сильнейшей панике она убегает из дома в ночь и в какой-то момент видит впереди себя тёмный силуэт.
На следующее утро Марк увольняет мисс Роуби, комментируя это тем, что она пренебрегла своими обязанностями (он имеет в виду то, что она позволила Силии сбежать, но мисс Роуби ошибочно думает, что Силия раскрыла ей свою тайну). Вскоре после этого он находит Силию в её комнате, которая сообщает ему, что вернулась из-за любви к нему, и что обратно в дом её привёл Дэвид. Вечером Марк должен вернуться в Нью-Йорк. Поскольку Кэролайн и Дэвид также находятся вне дома, Силия остаётся в поместье одна. Она снова отправляется в запретную комнату, чтобы дождаться там Марка, который тоже вскоре возвращается, чтобы убить её. Задавая конфронтационные вопросы, Силии удаётся проникнуть в подсознание Марка. Он понимает, что причины его действий кроются в травмирующем детском опыте: его мать заперла его в комнате, чтобы сбежать к любовнику. Ей удаётся освободить мужа от внутреннего принуждения убить её, сообщив, что дверь тогда заперла Кэролайн. Внезапно из-под двери комнаты вырывается дым. Мисс Роуби подожгла дом, чтобы отомстить. Марк и Силия пытаются спастись от бушующего пламени, но теряют сознание из-за недостатка кислорода. Из последних сил Марку удается выбить окно внутреннего дворика и вынести потерявшую сознание Силию на улицу. В финальной сцене Силия и Марк снова проводят свой медовый месяц в Мексике.

## Краткая характеристика
Планомерно нагнетаемое психологическое напряжение, прекрасно передаваемое с помощью мастерской операторской работы Стенли Кортеса и нервической музыки Миклоша Рожи, а также отличная игра Беннетт и Редгрейва относятся к наиболее сильным сторонам картины. Однако, несмотря на захватывающие визуальный ряд и музыкальное сопровождение, фильм заметно уступает предыдущим совместным работам Ланга и Беннетт (о чём открыто говорили они сами). Главные недостатки картины кроются в слабом, натянутом и непроработанном сценарии, который к тому же выглядит как компиляция из двух вышедших незадолго до того фильмов Альфреда Хичкока «Ребекка» и «Подозрение». Лангу удается передать те же ощущения готического хоррора и саспенса, которые присутствуют в картинах Хичкока, однако его попытка наполнить триллер фрейдовским психоанализом не очень убедительна. Причины психологического расстройства Марка, по мнению авторов, кроются в ненависти к матери, которая предала его, вступив в связь с другим мужчиной. В тот день как раз расцвела сирень, и Марк на всю жизнь стал страдать женоненавистничеством, которое обострялось в те дни, когда расцветает сирень. Такое объяснение психологических проблем Марка недостаточно мотивировано, так же как и возвращение убежавшей Силии к смертельно опасному для неё мужу, и поджог, организованный мисс Роуби. Наличие же некоторых потенциально значимых и психологически интересных, но фактически лишенных самостоятельной роли персонажей, таких как Боб, Дэвид и Кэролайн, выглядит сюжетно малообоснованным и служит лишь для общего наполнения картины.

## В главных ролях
- Джоан Беннетт — Силия Лэмфир
- Майкл Редгрейв — Марк Лэмфир
- Энн Ревир — Кэролайн Лэмфир
- Барбара О’Нил — мисс Роуби
- Натали Шафер — Эдит Поттер
- Пол Кэвэна — Рик Баррет
- Анабель Шоу — интеллектуальная юная девушка
- Джеймс Сиэй — Боб Дуайт